# Hans Joggeli der Erbvetter

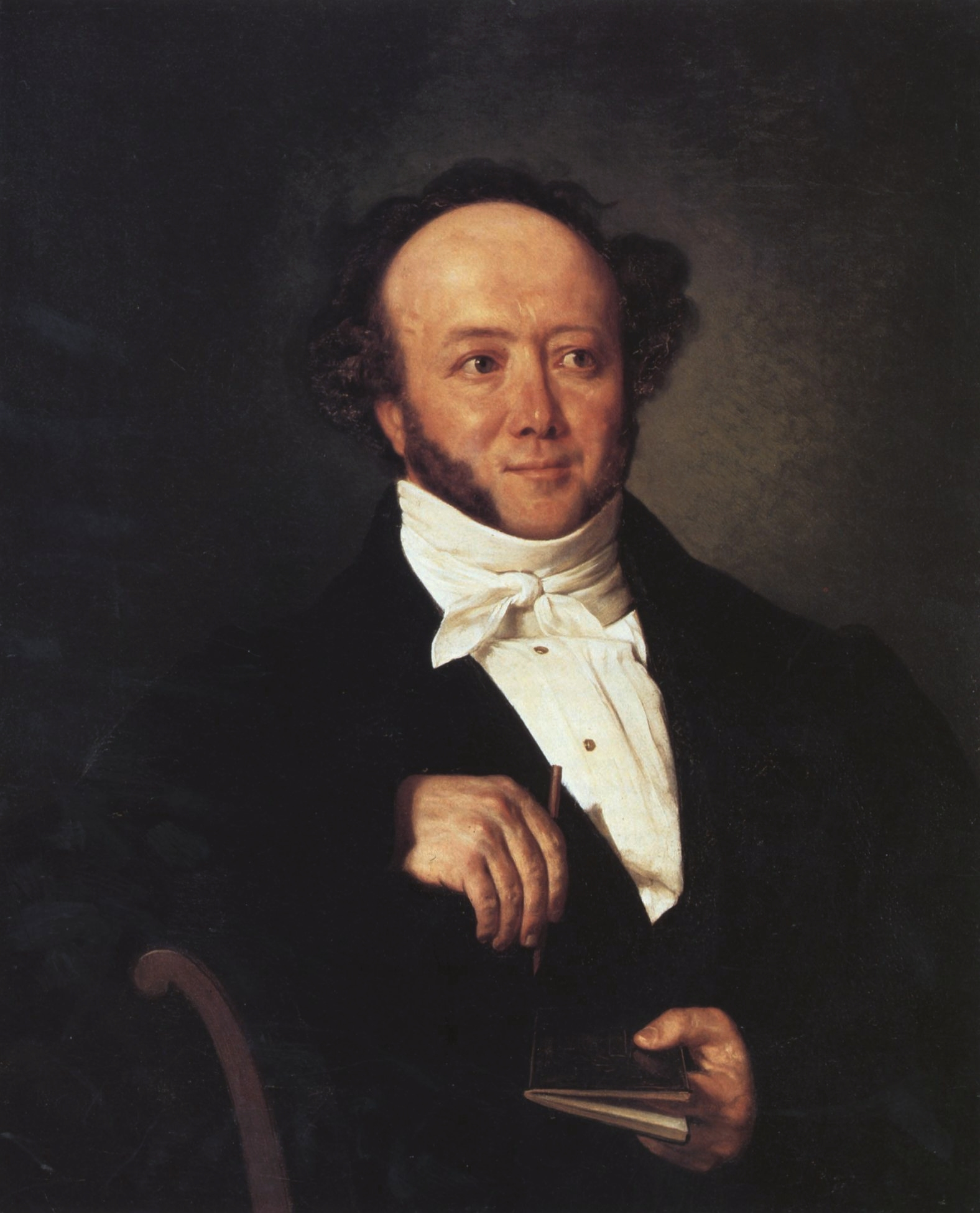
Jeremias Gotthelf um 1844

Hans Joggeli der Erbvetter ist eine Erzählung von Jeremias Gotthelf, die 1846 entstand und 1848 in Berlin erschien.

## Form
Über weite Strecken tappt der Leser im Dunkeln. Erst gegen Ende der Erzählung teilt Gotthelf mit, wer der Bauer Hans Joggeli aus dem Bernbiet war: „Ein Vater der Armen mit Rat und Tat“. Davon merkt der Leser bis zum Schluss überhaupt nichts, sondern verfolgt immerzu, wie Joggeli verschmitzt und listig die zudringlichen Verwandten abwehrt, die allesamt auf das Erbe dieses reichen Bauern aus sind. Der Junggeselle Joggeli hat keine Geschwister, sondern nur unzählige Vettern, Basen und Paten.
Der alte Gerichtsmann, ein Freund des inzwischen verstorbenen Joggeli, beleuchtet dessen Verhalten zu Lebzeiten mit einer Erklärung: Joggeli „habe die Leute gesiebt, bis er im Hause gehabt, wer ihm anständig gewesen, treu und lieb“. Nur seine beiden Verwandten Bäbeli und Benz sind nicht durch das Sieb gefallen. Auch deren gegenseitige Neigung verheimlicht Gotthelf bis zum Schluss.

## Inhalt
Der Kirchmeier Hans Joggeli besitzt den Bauernhof im Nidleboden. Seine Base Mareili, die erben möchte, kommandiert seine Patentochter Bäbeli. Ein „Halunk“, ebenfalls aus der Vetternschar, den Joggeli bereits verjagt hat, ist in Mareili verliebt. Das Verhältnis ist dem Bauern zuwider. Also schickt er Mareili ins Welschland. Fernab vom Nidleboden soll sie die fremde Sprache und das Kochen erlernen. Mit Bäbeli, der treuen Magd, ist Joggeli sehr zufrieden. Eine weitere Repräsentantin der „gierigen Basenschaft“, die Grauechbäurin, reist mit ihrer Tochter Lisabethli an. Nach dem Willen der ränkesüchtigen Mutter soll Lisabethli die Stelle Bäbelis einnehmen. Eine Hinterlist, von der Grauechbäurin geschickt gegen Bäbeli fein gesponnen, wird von Joggeli vereitelt. Zuvor hatte er bereits seinen Vetter Hansli, einen forschen Junggesellen, in die Schranken gewiesen. Dieser wollte Vetter Benz, dem Joggeli seit Jahren die Stallungen anvertraut hatte, betrügen.
Als es mit dem Bauer zu Ende geht, kann er sich der Verwandtenbesuche nicht mehr erwehren. So beauftragt er seinen Doktor mit der Abwehr der Vettern und Basen: „Ich liebe das Durchgreifen nicht. Das leise Von-der-Hand-Weisen ist meine Sache.“ Nachdem Joggeli – der Verwandtschaft ledig – friedlich entschlafen ist, tritt Vetter Hansli auf den Plan und will endlich richtig erben. Der alte Gerichtsmann führt auf dem Nidleboden bis zur Testamentseröffnung das Regiment und lässt sich nicht beeindrucken. Zum Leichenbegängnis werden außer den Gevattersleuten „alle ärmern Leute in der Gemeinde“ geladen. Gotthelf schreibt, hinter dem Sarge ging „eine doppelte Verwandtschaft her, eine Verwandtschaft durch die Liebe, eine durch das Blut“.
Bäbeli erbt den Hof. Benz ist enttäuscht. Er wurde mit Geld abgespeist. Während „die Armen und Gebrechlichen“ großzügig bedacht wurden, geht die restliche Verwandtschaft beinahe leer aus. Vetter Hansli begehrt auf, schwenkt dann aber rasch um. Er will nun Bäbeli freien. Es kommt jedoch anders.
Der alte Gerichtsmann sucht nach Benz im Bauernhaus. Er findet ihn schließlich in der Stube. Darin stehen Bäbeli und Benz Hand in Hand. „Gerade so wollte es mein seliger Freund“, sagt der Alte erfreut. Er legt dem Paar die umgehende Hochzeit nahe. Bäbeli sträubt sich vergebens. Der Wille Joggelis geschieht. Der Kommentar Gotthelfs: „Hoffart, Hochmut, Müßiggang sind dort noch nicht eingekehrt, sondern Liebe und Treue, Fleiß und Frömmigkeit.“

## Zitat
- „Wer einen Fuß im Grabe hat, darf nicht mehr lügen.“[5]

## Rezeption
- Batt[6] nennt das Happyend treffend „grandioses Volksmärchenfinale“: Die „Sippschaft hinterhältiger Erbschleicher“ geht leer aus und schämt sich.
- Nach Fehr[7] sei Joggeli mit den Jahren „reif und weise“ geworden. So nähme es nicht wunder, dass auf dem Nidleboden „auch ein geistiges Vermögen zu verwalten“ sei. Joggeli habe die beiden Erben so gewählt, dass die Hoffnung bestehe, „der Geist christlicher Verantwortung“ werde auf diesem Hofe „fortleben“.

### Erstausgabe
- Jeremias Gotthelf: Hans Joggeli der Erbvetter. Harzer Hans, auch ein Erbvetter. Zwei Erzählungen für das Volk. 140 Seiten. Volkshandlung des allgemeinen deutschen Volksschriften-Vereins. M. Simion und Julius Springer, Berlin 1848

### Verwendete Ausgabe
- Hans Joggeli der Erbvetter S. 227–315 in: Bibliothek deutscher Klassiker. Henri Poschmann: Gotthelfs Werke. In zwei Bänden. Bd. 1. Aufbau-Verlag Berlin 1982 (3. Aufl.). Textgrundlage: Gotthelf-Gesamtausgabe von Rudolf Hunziker und Hans Bloesch (München 1911) sowie die 20-bändige Ausgabe von Walter Muschg (Basel 1948)

### Ausgaben
- Jeremias Gotthelf: Hans Joggeli der Erbvetter. 84 Seiten. Gute Schriften, Basel um 1940

### Sekundärliteratur
- Kurt Batt (Hrsg.): Jeremias Gotthelf. Erzählungen. 537 Seiten. Dieterich’sche Verlagsbuchhandlung, Leipzig 1965 (Lizenzgeber: Birkhäuser Basel)
- Karl Fehr: Jeremias Gotthelf. Poet und Prophet – Erzähler und Erzieher. Zu Sprache, dichterischer Kunst und Gehalt seiner Schriften. 262 Seiten. Francke Verlag, Bern 1986, ISBN 3-317-01611-6